# Наряд геолого-технічний
Наряд геолого-технічний (рос. наряд геолого-технический; англ. geologic and technical design plan of drill-ing, нім. geologisch-technischer Auftrag m) – основний проектний документ на буріння свердловини (індивідуальний або типовий), в якому вказується передбачувана детальна характеристика геологічного розрізу, інтервали відбирання керна, обов’язковий комплекс геологічних, геофізичних і гідрогазодинамічних досліджень, технологія і режими буріння, якість промивної рідини, конструкція свердловини, інтервали випробування і перфорації. 